# Brežani (Blace)
Pour les articles homonymes, voir Brežani.
Brežani (en serbe cyrillique : Брежани) est un village de Serbie situé dans la municipalité de Blace, district de Toplica. Au recensement de 2011, il comptait 41 habitants.

## Démographie
| 1948 | 1953 | 1961 | 1971 | 1981 | 1991 | 2002 | 2011 |
| ---- | ---- | ---- | ---- | ---- | ---- | ---- | ---- |
| 221  | 230  | 191  | 151  | 92   | 77   | 61   | 41   |

|  |